# 罗泰洛
罗泰洛（義大利語：Rotello），是意大利坎波巴索省的一个市镇。总面积69平方公里，人口1269人，人口密度18.4人/平方公里（2009年）。ISTAT代码为070061。